# Embryonaler Tumor des ZNS
Embryonale Tumoren des ZNS machen 15–20 % der Hirntumoren im Kindesalter aus. Sie entspringen dem Neuroektoderm, sind wenig differenziert und werden dem WHO Grad IV zugerechnet.
Sie werden nach der WHO-Klassifikation in der Revision 2016 wie folgt eingeteilt (in Klammern die CODE-Nr. nach ICD-O-3 Erste Revision):

## Medulloblastome
- Medulloblastom, genetisch definiert
  - Medulloblastom, WNT-aktiviert (9475/3)
  - Medulloblastom, WNT-aktiviert und TP53-mutiert (9476/3)
  - Medulloblastom, SHH-aktiviert und TP53-Wildtyp (9471/3)
  - Medulloblastom, ohne WNT/SHH-Aktivierung (9477/3)
    - Medulloblastom, Gruppe 3
    - Medulloblastom, Gruppe 4
- Medulloblastom, histologisch definiert
  - Klassisches Medulloblastom (9470/3)
  - Desmoplastisches/noduläres Medulloblastom (9471/3)
  - Medulloblastom mit extensiver Nodularität (9471/3)
  - Großzelliges/anaplastisches Medulloblastom (9474/3)
- Medulloblastom, NOS (9470/3)

## Embryonale Tumoren mit mehrreihigen Rosetten
- Embryonaler Tumor mit mehrreihigen Rosetten (9478/3)
  - Embryonaler Tumor mit mehrreihigen Rosetten, C19M-alteriert
  - Embryonaler Tumor mit mehrreihigen Rosetten, NOS

## Andere embryonale Tumoren des ZNS
- Medulloepitheliom (9501/3)
- Neuroblastom des ZNS (9500/3)
- Ganglioneuroblastom des ZNS (9490/3)
- Embryonaler Tumor des ZNS, NOS (9473/3)
- Atypischer teratoider/rhabdoider Tumor (ATRT) (9508/3)
- Embryonaler Tumor des ZNS mit rhabdoiden Merkmalen (9508/3)